# Trichembola epichorda
Trichembola epichorda är en fjärilsart som beskrevs av Edward Meyrick 1918. Trichembola epichorda ingår i släktet Trichembola och familjen stävmalar. Inga underarter finns listade i Catalogue of Life.